# اريك فرنسيس (لاعب اتحاد الرغبي)
اريك فرنسيس (بالإنجليزية: Eric Francis)‏ هو لاعب اتحاد الرغبي أسترالي، ولد في 17 يونيو 1894 في إبسوتش في أستراليا، وتوفي في 25 أغسطس 1983 في Spring Hill, Queensland ‏ في أستراليا.